# Sparta Belfast Futsal Club
Sparta Belfast Futsal Club – północnoirlandzki klub futsalowy z siedzibą w mieście Belfast, obecnie występuje w najwyższej klasie rozgrywkowej Irlandii Północnej.

## Sukcesy
- Puchar Irlandii Północnej (1): 2018[1], 2019